# Broomsthorpe
Broomsthorpe – wieś w Anglii, w hrabstwie Norfolk. Leży 44 km na północny zachód od Norwich i 156 km na północ od Londynu.